# 兰西县
兰西县是黑龙江省绥化市下辖的一个县。因位于呼兰县之西而得名。原名双庙子，指县境内的两座小庙。该县于2019经批准正式退出国家级贫困县。縣人民政府駐蘭西鎮。

## 行政区划
兰西县下辖8个镇、7个乡：
兰西镇、榆林镇、临江镇、平山镇、远大镇、红光镇、康荣镇、燎原镇、北安乡、长江乡、兰河乡、红星乡、长岗乡、星火乡、奋斗乡、第一原种场、第二原种场和肉用种羊场。

## 人口
根據第七次人口普查數據，截至2020年11月1日零時，蘭西縣常住人口為308684人。

## 交通
- 202国道过境。